# Kara Mustafá
Merzifonlu Kara Mustafá Paşa (1634/1635 – Belgrado, 25 de dezembro de 1683) foi um líder militar otomano e vizir que teve um papel de destaque na última tentativa de expansão do Império na Europa central e oriental.
De acordo com registros turcos, Kara Mustafá nasceu no ano 1044 islâmico (AD 1634 ou 1635). Seu nome, Merzifonlu, sugere que ele nasceu perto ou na cidade de Merzifon, na Turquia). Ele era filho de Uruc Hasan Bey, um timariot turco (proprietário de feudo), e seguiu a carreira militar dentro do exército otomano e da estrutura de governo.
Em fontes cristãs contemporâneas, Mustafá é descrito universalmente como ganancioso e vilão. A veracidade disto está naturalmente aberta a conjeturas.
Ele foi adotado por uma família poderosa, os Köprülü, ainda muito jovem, e serviu como mensageiro para Damasco por seu cunhado, o grão-vizir Ahmed Köprülü. Após vários excelentes serviços prestados e por méritos próprios, Mustafá tornou-se um vizir e em 1663, comandante da Grande Frota Otomana do Mar Egeu.
Ele serviu como comandante de tropas terrestres em uma guerra contra a Polônia em 1672, negociando um acordo de paz que acrescentou a província de Podolia ao Império. A vitória possibilitou os otomanos a transformarem as regiões cossacas do sul da Ucrânia em um protetorado. Em 1676, quando o grão-vizir morreu, Mustafá o sucedeu.
Ele não obteve muito sucesso no combate a uma rebelião cossaca iniciada em 1678. Após algumas vitórias iniciais, a intervenção da Rússia forçou os turcos a assinarem um tratado de paz em 1681, que devolveu as terras cossacas ao governo russo com exceção de umas poucas fortificações nos rios Dniepre e Bug.
Em 1683, ele lançou uma campanha em direção ao norte da Áustria em um esforço para acabar com mais de 150 anos de guerra. No meio de julho, seu exército de 200 000 homens tinha sitiado Viena (defendida por 10 000 soldados Habsburgos), seguindo os passos de Solimão, o Magnífico em 1529. Em setembro, ele havia tomado parte dos muros e parecia que iria conseguir a vitória.
Mas em 12 de setembro de 1683, os austríacos e seus aliados poloneses sob o comando do Rei Jan Sobieski se aproveitando da incompetência de Mustafá e da pouca disposição de suas tropas venceram a Batalha de Viena com um ataque devastador pelos flancos conduzido pela cavalaria polonesa de Sobieski. Os turcos se retiraram em direção à Hungria, e nunca mais ameaçaram novamente a Europa Central.
A derrota custou a Mustafá sua posição e por último, sua vida. Em 25 de dezembro de 1683, Kara Mustafá foi executado em Belgrado por ordem do comandante dos janízaros. Ele sofreu a morte por enforcamento e sua cabeça foi entregue ao sultão Maomé IV, o Caçador em um saco de veludo, que era a pena de morte infligida às pessoas de alta posição no Império Otomano. Aparentemente suas últimas palavras foram: "Esteja certo que você amarrou corretamente o nó." A pedra sobre a qual sua cabeça foi exibida ao público, trazida de Belgrado para Edirne, a segunda capital otomana, é hoje em dia uma curiosidade para os turistas que visitam Edirne.